# Parálisis cerebral
La parálisis cerebral (PC) es un grupo de trastornos del desarrollo psicomotor que causan una limitación de la actividad de la persona, atribuida a problemas en el desarrollo cerebral del feto o del niño. Los trastornos psicomotores de la parálisis cerebral están a menudo acompañados de problemas sensitivos, cognitivos, de comunicación y percepción, y en algunas ocasiones, de trastornos del comportamiento. Las lesiones cerebrales de la parálisis cerebral ocurren desde el período fetal hasta la edad de 3 años. Los daños cerebrales después de la edad de 3 años hasta el período adulto pueden manifestarse como parálisis cerebral, pero, por definición, estas lesiones no son PC. Hay autores que recomiendan, en determinados casos, no establecer el diagnóstico de PC hasta los 5 años de edad.
La incidencia de este cuadro clínico en países desarrollados es de aproximadamente 2-2,5 por cada 1000 nacimientos. A pesar de avances médicos como la monitorización de las constantes vitales de los fetos, esta incidencia no ha bajado en los últimos 60 años no porque con la nueva tecnología no se pueda prever ni prevenir la PC, sino debido a que ha aumentado la posibilidad de mantener con vida a los bebés prematuros y de bajo peso mucho mejor que hace 60 años. De hecho, como se dice más abajo, esta incidencia se ha decuplicado (del 0,1 % al 1 %).

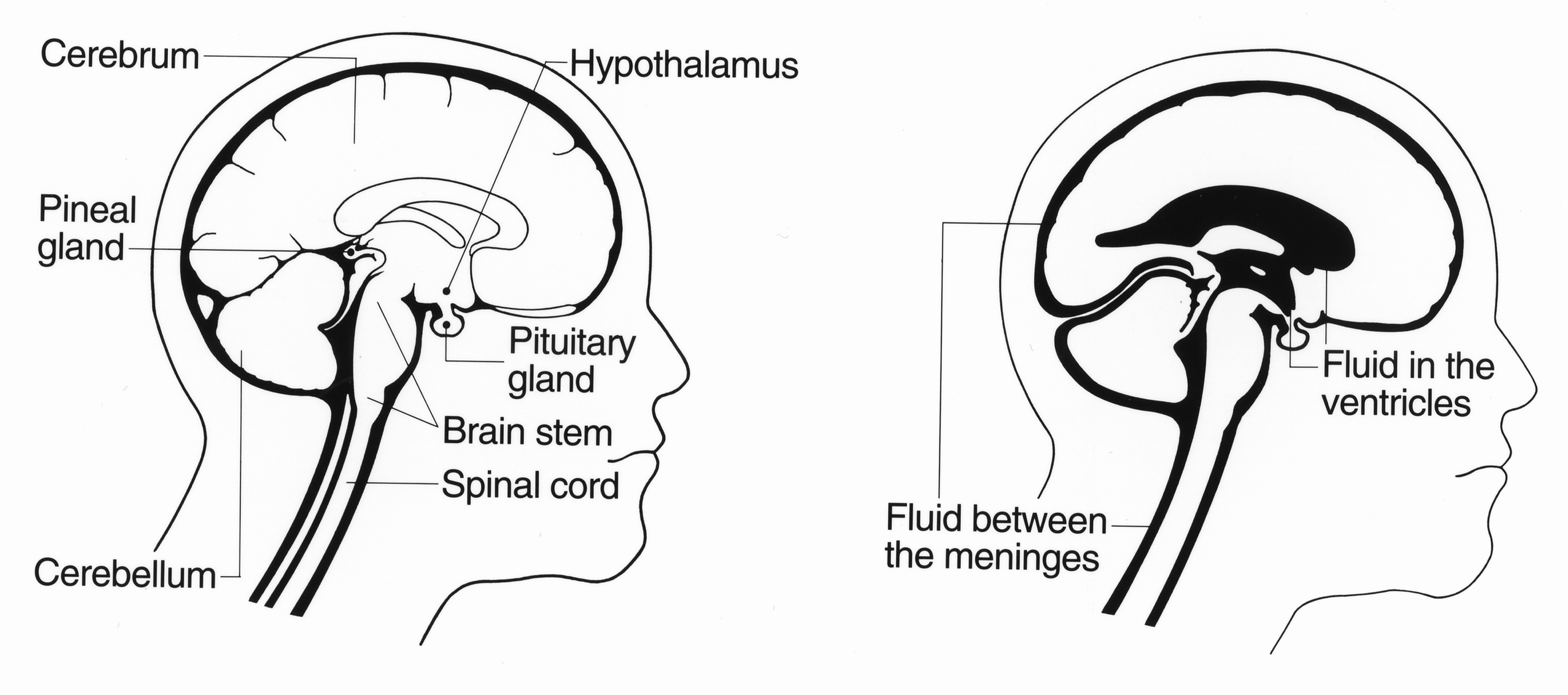

La parálisis cerebral no tiene cura conocida. La intervención supone un paliativo, aunque, en algunos casos, también ayuda a prevenirla gracias a que la mejor tecnología permite monitorizar las constantes vitales fetales. Estos tratamientos para el desarrollo personal del paciente son crónicos y se mantienen durante toda la vida.
La parálisis cerebral es un término que agrupa diferentes cuadros. Hay que tener en cuenta que no hay dos personas con parálisis cerebral con las mismas características o el mismo diagnóstico. La parálisis cerebral está dividida en cuatro tipos (espástica, atetoide, atáxica y mixta) que describen los problemas de movilidad que presenta el paciente. Esta división refleja el área del cerebro que está dañada.

## Definición
La parálisis cerebral es un trastorno del cerebro inmaduro que principalmente compromete la función motora (E Bleck, 1992). También se le llama encefalopatía estática o disfunción motora central. Dependiendo de la localización y magnitud de la lesión, se pueden observar espasmos o rigidez en los músculos, movimientos involuntarios o trastornos en la postura y el equilibrio; también se pueden presentar manifestaciones asociadas en el área cognitivas, del comportamiento, disritmia cerebral (epilepsia) y disfunciones visuales, que desempeñan un papel muy importante en el grado de funcionalidad infantil.
La parálisis cerebral no es contagiosa y no es progresiva. Es causada por una lesión de una o más áreas específicas del cerebro. Esta lesión puede producirse antes, durante o después del parto. Entre 0,1 y 0,2 % de los niños padecen alguna forma de parálisis cerebral; en el caso de bebés prematuros o de bajo peso, esta cifra aumenta al 1 %.
La parálisis cerebral no tiene una sola causa; su etiología es múltiple, abarcando desde trastornos de desarrollo hasta alteraciones adquiridas en el cerebro inmaduro. En épocas anteriores se desconocía la génesis de más de la mitad de todos los casos, pero, hoy en día, con el desarrollo de la neurociencia, la mejor atención médica y la tecnología de neurodiagnóstico se han logrado grandes avances que permiten una mejor comprensión de los mecanismos de la lesión cerebral a edades tempranas y sus manifestaciones clínicas.

## Características
- En primer lugar, los trastornos se deben a una lesión cerebral (encéfalo) que interfiere en el desarrollo normal del niño. Se produce en el primer año de vida, o incluso en el período de gestación, y puede ocurrir hasta los cinco años.
- Se distingue por el daño dominante de las funciones motrices, el cual afecta al tono, a la postura y al movimiento.
- Por último, hay un concepto generalizado de que la lesión no es evolutiva, pero sus consecuencias pueden variar en el niño. Los trastornos motores afectan en la mayoría de los casos a los órganos bucofonadores y dificultan el desarrollo de la alimentación y el habla. (En realidad, la afección es en el tono de los músculos que posibilitan el habla y la alimentación, por eso es frecuente el babeo y la necesidad de mucha concentración por parte del niño para evitarlo).

La parálisis cerebral es un grupo de trastornos motores por una alteración en el control de los movimientos y postura causados por una lesión cerebral en el cerebro inmaduro (desde el desarrollo prenatal a los 5 años de vida).

## Causas
Las causas que producen la parálisis cerebral van a depender y a variar de un caso a otro, por tanto no puede ni debe atribuirse a un factor único, aunque todos desarrollan como determinante común, la deficiente maduración del sistema nervioso central.
La parálisis cerebral puede producirse tanto en el período prenatal como perinatal o postnatal, teniendo el límite de manifestación transcurridos los cinco primeros años de vida.
1. En el período prenatal, la lesión es ocasionada durante el embarazo y pueden influir las condiciones desfavorables de la madre en la gestación. Suele ocasionar el 35 % de los casos. Los factores prenatales que se han relacionado son las infecciones maternas (sobre todo la rubeola), la radiación, la anoxia (déficit de oxígeno), la toxemia y la diabetes materna.
2. En el período perinatal, las lesiones suelen ocurrir en el momento del parto. Ocasionan el 55 % de los casos, y las causas más frecuentes son: anoxia, asfixia, traumatismo por fórceps, prematuridad, partos múltiples, y en general, todo parto que ocasiona sufrimiento al niño.
3. En el período postnatal, la lesión es debida a enfermedades ocasionadas después del nacimiento. Corresponde a un 10 % de los casos y puede ser debida a traumatismos craneales, infecciones, desnutrición o malnutrición, accidentes vasculares, accidentes anestésicos, deshidrataciones, etc.

No siempre es un trastorno congénito, ya que también puede ser adquirida por accidentes donde haya traumatismos craneoencefálicos más o menos graves o también por consumo abusivo de drogas.

## Clasificación
Podemos establecer distintas clasificaciones basándonos en:

### Efectos funcionales
Según donde se localice la lesión cerebral se clasifican en las siguientes:
- Espástico: este es el grupo más grande; alrededor del 75 % de las personas con dicha discapacidad presentan espasticidad, es decir, notable rigidez de movimientos, incapacidad para relajar los músculos, por lesión de la corteza cerebral que afecta los centros motores. Los síntomas más frecuentes son: hipertonía, hiperreflexia e hiperflexión. La lesión está localizada en el haz piramidal.
- Atetósico: en esta situación, la persona presenta frecuentes movimientos involuntarios que interfieren con los movimientos normales del cuerpo. Se producen por lo común, movimientos de contorsión de las extremidades, de la cara y la lengua, gestos, muecas y torpeza al hablar. Las afecciones en la audición son bastante comunes en este grupo, que interfieren con el desarrollo del lenguaje. La lesión de los ganglios basales del cerebro parece ser la causa de este cuadro. Menos del 10 % de las personas con parálisis cerebral muestran atetosis. La lesión está localizada en el haz extrapiramidal.
- Atáxico: en este cuadro la persona presenta mal equilibrio corporal, una marcha insegura y dificultades en la coordinación y control de las manos y de los ojos. La lesión del cerebelo es la causa de este tipo de parálisis cerebral, relativamente rara.
- Formas mixtas: es raro encontrar casos puros de espasticidad, de atetosis o de ataxia. Lo frecuente es que se presente una combinación de ellas.

### La topografía corporal
Según la distribución del trastorno neuromuscular o el criterio clasificatorio de topografía, que indica cual es la parte del cuerpo afectada, podemos distinguir entre:
- Hemiplejía: afecta a uno de los dos hemicuerpos (derecho o izquierdo).
- Cuadriplejía: los cuatro miembros están paralizados.
- Paraplejía: afectación de los miembros inferiores.
- Monoplejía: un único miembro, superior o inferior, afectado.
- Triplejía: tres miembros afectados.
- Hemiparesia faciobraquial crural. Afectada la cara, un brazo y una pierna

### Según el grado de capacidad funcional
Hay varias escalas para valorar el nivel de funcionalidad de los pacientes con parálisis cerebral. Una de ellas es el Gross Motor Function Classification System (GMFCS). Esta escala mide movimientos de la vida cotidiana como sentarse, caminar y uso de métodos para movilizarse. Es importante aclarar que una vez una persona sea clasificada en alguno de los niveles, es muy difícil que suba de nivel. 
- Clase uno: Puede caminar en espacios fuera y dentro de la casa, puede subir escaleras sin necesidad de barandas, puede correr y saltar, pero la velocidad, el balance y la coordinación están disminuidos, son lentos.
- Clase dos: Los niños necesitan de barandas para subir escaleras, se les dificulta caminar largas distancias o en terrenos no planos. Las habilidades motoras gruesas se dificultan por lo que estos personas no podrán saltar o correr.
- Clase tres: La persona necesita asistencia para movilizarse dentro de la casa como barandas o silla de ruedas. Necesita de asistencia para subir escaleras y tiene que estar supervisado.
- Clase cuatro: Los niños necesitan asistencia para movilizarse tanto en espacios dentro o fuera de la casa
- Clase cinco: Los niños son totalmente dependientes de un cuidador.

### Terapéutica
- Clase uno: sin necesidad de tratamiento.
- Clase dos: con necesidad de un mínimo de terapia y de ayuda.
- Clase tres: necesita ayuda y aparatos, así como la asistencia de los servicios de tratamiento para la parálisis cerebral.
- Clase cuatro: requiere de institucionalización por largo tiempo para su tratamiento.

Si bien la bibliografía de cabecera denomina a los trastornos neuromusculares con el sufijo "plejia", no constituyen verdaderas parálisis, ya que en realidad se halla una debilidad de la fuerza por disminución en la conducción del impulso nervioso a placa motora, generando paresia muscular.

## Según el tono muscular
- isotónico: tono normal;
- hipertónico: tono incrementado;
- hipotónico: tono disminuido;
- fluctuante: tono inconsistente (hipotonía y espasticidad).

## Otros trastornos médicos asociados o no
- discapacidad intelectual
- epilepsia (convulsiones)
- problemas de crecimiento
- visión y audición limitadas
- sensibilidad y percepción anormales
- dificultades para alimentarse, falta de control de los intestinos o vejiga y problemas para respirar (debido a problemas de postura)
- problemas de la piel (llagas de presión)
- problemas de aprendizaje
- pubertad precoz

No todos estos trastornos tienen que darse en todos los casos, ni de forma simultánea

## Prevención
En muchos casos, se desconoce la causa de la parálisis cerebral y, en consecuencia, no puede hacerse nada para prevenirla.
No obstante, se han identificado algunas de las causas de la parálisis cerebral y, a menudo, se han logrado prevenir los casos resultantes de ellas. La intolerancia de Rh y el síndrome de rubeola congénita solían ser causas importantes de parálisis cerebral. Actualmente, la intolerancia de Rh por lo general puede prevenirse aplicando a las mujeres Rh- negativo embarazadas la terapia adecuada. Puede probarse la inmunidad de las mujeres a la rubéola antes del embarazo y, si no son inmunes, se las puede vacunar. Los bebés con ictericia grave pueden tratarse con luces especiales (fototerapia). Las lesiones en la cabeza del bebé son una causa importante de parálisis cerebral en los primeros meses de vida y, las cuales, pueden evitarse transportando a los bebés en sillas especiales que se fijan al asiento trasero del auto. La vacunación periódica de los bebés ayuda a prevenir muchos casos de meningitis, otra causa de daño cerebral en los primeros meses. La mujer puede ayudar a reducir el riesgo de parto prematuro si recibe atención prenatal de forma temprana y periódica y si se abstiene de fumar, beber alcohol y consumir drogas.

## Diagnóstico
La parálisis cerebral se diagnostica principalmente evaluando de qué manera se mueve un bebé o un niño pequeño. El médico evalúa el tono muscular del niño, además de verificar los reflejos del bebé y fijarse en este para comprobar si ha desarrollado una preferencia por su mano derecha o izquierda. Otro síntoma importante de parálisis cerebral es la persistencia de ciertos reflejos, llamados reflejos primitivos, que son normales en los bebés pequeños, pero que, por lo general, desaparecen entre los 6 y 12 meses de vida. El médico también llevará una historia clínica detallada para descartar que los síntomas obedezcan a otros trastornos.
Asimismo, el médico puede recomendar la realización de pruebas de diagnóstico con imágenes cerebrales, tales como resonancias magnéticas, tomografías computadas o ultrasonidos. En algunos casos, estas pruebas pueden ayudar a identificar la causa de la parálisis cerebral.

## Tratamientos
Hasta el momento, no se ha podido desarrollar una cura para la parálisis cerebral, pero la persona afectada podrá llevar una vida plena si recibe una atención adecuada que le ayude a mejorar sus movimientos, que le estimule su desarrollo intelectual, que le permita desarrollar el mejor nivel de comunicación posible y que estimule su relación social. Cuanto antes se detecte la enfermedad, mayor respuesta ofrecerá el paciente al tratamiento. Se aconseja la asistencia a escuelas regulares.
Tradicionalmente se admite que son cinco los pilares del tratamiento de la parálisis cerebral:
- la neuropsicología;
- la fisioterapia, y dentro de la fisioterapia, estaría indicada la aplicación de la fisioterapia neurológica, concretamente el Concepto Bobath;
- la terapia ocupacional, incluyendo también el tratamiento mediante el Concepto Bobath y el tratamiento de AVDs, utilización de sistemas de posicionamiento y el empleo de férulas y dispositivos de apoyo;
- la educación compensatoria y
- la logopedia.

Como se ha señalado, en este padecimiento intervienen muchos factores tanto en la etiología (causa) como en la evolución y pronóstico, de tal manera que el tratamiento siempre tendrá que ser individualizado. En términos generales el tratamiento incluye 4 elementos básicos:
- Tratamiento conservador: Se trata fundamentalmente de un programa de terapia kinesiológica por medio de técnicas de facilitación neuromuscular y propioceptiva y estimulación temprana, empleando el juego como medio de tratamiento en edades tempranas, no dejando nunca de lado el tratamiento de AVDs, además de la adaptación del entorno, la adaptación y uso de dispositivos de apoyo y uso de férulas, y desde fisioterapia, con técnicas, además, de masoterapia, etc., supervisado por los especialistas en el área y con la activa participación de los padres o la familia del paciente.
- Tratamiento farmacológico: Entre los medicamentos que se indican están los relajantes para disminuir los temblores y la espasticidad, y anticonvulsivantes para prevenir o reducir las convulsiones. La cirugía puede ser necesaria en algunos casos para liberar las contracturas en las articulaciones, las cuales son un problema progresivo asociado con la espasticidad. También puede ser necesaria para colocar tubos de alimentación y controlar el reflujo gastroesofágico.
  - Se han utilizado históricamente diversos fármacos con la idea de mejorar el tono muscular. Sin embargo, en los últimos años ha quedado de manifiesto la importancia de la toxina botulínica tipo A como alternativa eficaz en el tratamiento de la espasticidad, que es la forma más frecuente de expresión de la parálisis cerebral. La toxina botulínica tipo A (TBA) se encuentra actualmente en presentaciones de 100 y 500 U, los mejores resultados se obtienen cuando se inicia el tratamiento en una edad temprana (2 años en adelante). Esta indicación tiene que estar aprobada por el sistema de salud de cada país. El uso correcto de este fármaco, logra mejorar significativamente el tono muscular, lo que limita el riesgo de contracturas, mejora postura y a largo plazo evita en la mayoría de los casos la cirugía ortopédica. Es importante señalar que la aplicación de este medicamento es por vía intramuscular, tiene una duración de aproximadamente 5 a 6 meses el efecto, por lo que hay que tener un programa de seguimiento puntual por el especialista y lo más importante es que el tratamiento con TBA tiene que estar asociado a un programa de rehabilitación física, lo cual asegura un tratamiento completo para una mejor calidad de vida.
- Tratamiento quirúrgico: Está orientado principalmente a evitar, prevenir o minimizar las deformaciones articulares. Existen diferentes técnicas más o menos agresivas y con más o menos eficacia. Destaca por muy utilizada las tenotomías en la que se practican cortes en diferentes tendones, dependiendo del resultado a obtener. Es una intervención muy traumática y requiere inmovilización posterior del paciente con un tiempo de recuperación prolongado.
  - Existe una intervención alternativa a la tenotomía con muy buenos resultados y es la fibrotomía gradual por etapas del Dr. Ulzibat. Básicamente se trata de la eliminación de forma percutánea de las contracturas en fibras musculares que están evitando un movimiento correcto de una articulación. El objetivo es facilitar ese movimiento, reducir la espasticidad, eliminar el dolor y evitar la deformación articular. Su tiempo de recuperación es corto, es muy poco traumática y es posible intervenir diferentes grupos musculares de una vez. Se lleva a cabo en varios países del mundo, aunque en la mayoría de forma privada.
- Tratamiento con células madre: Los resultados de estudios con células madre del cordón umbilical llevan a muchos científicos a sugerir que una infusión de la sangre del cordón umbilical puede aliviar el daño al tejido cerebral, reducir la rigidez muscular y mejorar los síntomas relacionados con la movilidad en pacientes con parálisis cerebral.

## Avances en la investigación

### Neuroimagen
Las técnicas de neuroimagen han revolucionado el campo médico, debido a que son técnicas no invasivas que nos permiten estudiar de fondo los procesos fisiológicos sin alterar sus funciones, observando su comportamiento en tiempo real y permitiendo un mejor entendimiento de las diferentes afecciones que aquejan al ser humano. Esto ha sido especialmente cierto en el caso de la parálisis cerebral (PC), en la que ha tenido un incremento en su importancia para su diagnóstico y manejo en los niños que la sufren.
Una de las problemáticas de la parálisis cerebral, es que está conformada por un grupo heterogéneo de desórdenes del cerebro debido a malformaciones genéticas o lesiones, y estas técnicas permiten delinear específicamente los patrones de malfuncionamiento en el cerebro. En un examen neurológico, dos pacientes con PC pueden presentar las mismas afecciones, pero sus antecedentes etiológicos y lesiones derivadas pueden ser muy diferentes y variadas, y con estas técnicas de neuroimagen se puede saber exactamente cuáles son las áreas afectadas.
Estas técnicas, no solo nos permiten conocer los daños que el niño ha sufrido, sino que nos permite redefinir el concepto de parálisis cerebral, conocer, de acuerdo a su etiología, cuáles son las áreas afectadas y de ahí buscar tratamientos y terapias específicas para las necesidades de cada niño, y en el futuro, quizá hasta lograr prevenirla en ciertos casos.
Por ejemplo, niños con encefalopatía hipóxica isquémica, pueden tener lesiones en algunas áreas del tálamo y del ganglio basal. Como estas regiones son básicas en el habla y la escritura, puede que presenten dificultad funcional en estas áreas, pero preservar su inteligencia. Así, reconociendo cuáles son las áreas específicas que están dañadas, se pueden desarrollar técnicas psicoeducativas para desarrollar el potencial de estos niños, sin que sus impedimentos físicos enmascaren su inteligencia.

### Definición y clasificación
Otro aspecto importante en el que se ha tenido un avance es en una mejor definición y clasificación de la parálisis cerebral gracias, entre otras cosas, a las técnicas de neuroimagen disponibles al momento, y a que los estudios sobre neurobiología y patología asociada al desarrollo del cerebro han tenido una mayor exploración de los mecanismos etiológicos. Entre otros, los motivos principales de esta revisión, es buscar una mejor prestación de cuidados a los niños con discapacidades, el reconocimiento de los niños con progresión innata lenta de problemas en el metabolismo y que pueden presentar dificultades motoras, a veces indistinguibles de los niños con enfermedades no progresivas, que el deterioro del desarrollo motor está invariablemente asociado a una variedad de otras discapacidades, y a una mayor comprensión de los antecedentes y correlaciones asociadas a la parálisis cerebral.
En un taller internacional en Bethesda (Maryland, Estados Unidos) realizado del 11 al 14 de julio de 2004, y organizado por el Comité Ejecutivo, en el que participaron importantes líderes de las ciencias clínicas y preclínicas, se acordó actualizar la definición y clasificación de la parálisis cerebral. La definición a la que llegaron fue la siguiente:[cita requerida]

La parálisis cerebral es un grupo de desórdenes permanentes en el desarrollo del movimiento y la postura, causando una limitación en la actividad, que son atribuidas a perturbaciones no progresivas que ocurren en el desarrollo del cerebro fetal o infantil. Los desórdenes motores de la parálisis cerebral son acompañados frecuentemente por perturbaciones en la sensación, percepción, cognición, comunicación, y comportamiento, por epilepsia y problemas musculoesqueléticos secundarios.

Los propósitos de la clasificación de la parálisis cerebral, incluían:
- Descripción: proporcionar un nivel de detalle en individuos con parálisis cerebral que delimite claramente la naturaleza del problema.
- Predicción: proveer información a los profesionales de asistencia sanitaria de las necesidades de servicio actuales y futuras en individuos con parálisis cerebral.
- Comparación: proporcionar información suficiente para permitir una comparación razonable en series de casos de parálisis cerebral reunidos en diferentes lugares.
- Evaluación del cambio: proveer información que permita la comparación de un mismo individuo con parálisis cerebral a lo largo del tiempo.

Los componentes de clasificación de la parálisis cerebral son:
1. Anormalidades motoras
  - Naturaleza y tipología del desorden motor
  - Habilidades motoras funcionales
2. Impedimentos adjuntos
3. Descubrimientos anatómicos y de neuroimagen
  - Distribución anatómica
  - Descubrimientos de neuroimagen
4. Causalidad y tiempo

### Trastornos relacionados con el gluten
Evidencias preliminares sugieren una posible relación entre el aumento de los niveles de anticuerpos anti-gliadina, anticuerpos anti-transglutaminasa del tipo 2 o anticuerpos anti-péptidos deaminados de gliadina (anticuerpos frente al gluten) y algunos casos de parálisis cerebral, que se relacionan también con bajos peso, altura e índice de masa corporal, y mayor discapacidad (discinesia o tetraplejía), si bien no existen conclusiones definitivas sobre su significado. Una posible explicación podría ser que una reacción cruzada entre dichos anticuerpos y el tejido nervioso provoque lesiones cerebrales, en ausencia de daño intestinal (sin enfermedad celíaca asociada).
Un estudio de 2014 en niños y jóvenes con parálisis cerebral obtuvo los hallazgos más significativos, consistentes en un aumento de la prevalencia de anticuerpos anti-transglutaminasa del tipo 6, más marcada en el grupo de tetrapléjicos, que además no se relacionó con bajo peso corporal. Los anticuerpos anti-transglutaminasa del tipo 6 son anticuerpos específicos frente al gluten implicados en los daños del sistema nervioso central, normalmente en ausencia de lesiones intestinales, como sucede en la ataxia por gluten. Una posible explicación es la existencia de un proceso inflamatorio que daña la barrera hematoencefálica y permite la entrada de los anticuerpos anti-gliadina al sistema nervioso central, desencadenando la respuesta del sistema inmunitario. Los anticuerpos anti-transglutaminasa del tipo 6 son dependientes del consumo de gluten y se negativizan mediante la dieta sin gluten, pero su determinación en la práctica clínica diaria aún no está disponible. La muerte de las neuronas del cerebelo es el resultado de la exposición prolongada al gluten y es irreversible.
La desnutrición y la malnutrición afectan al cerebro y al neurodesarrollo, por lo que la enfermedad celíaca sin tratamiento en edades tempranas podría ser una causa de lesiones cerebrales. En los niños con problemas neurológicos graves, entre los que se incluye la parálisis cerebral, es frecuente la desnutrición. En general, se considera como un efecto natural de la enfermedad neurológica y no se han hecho más estudios para profundizar sobre el tema. Si bien la espasticidad en niños con parálisis cerebral importante aumenta su necesidad de nutrientes, varios factores adicionales pueden empeorar su estado nutricional, tales como dificultades de deglución, reflujo gastroesofágico, vómitos, retraso en el vaciado del estómago, estreñimiento y rechazo a comer por el dolor constante. Los trastornos neurológicos y lesiones de la sustancia blanca del cerebro son manifestaciones extraintestinales de los trastornos relacionados con el gluten documentadas en niños y en adultos, tanto en los que provocan daños en el intestino (enfermedad celíaca) como en ausencia de lesiones intestinales (sensibilidad al gluten no celíaca). Un estudio de 2001 (Kieslich et al.) halló que el 20 % de los niños con enfermedad celíaca presentaba lesiones en el cerebro, comprobadas mediante resonancia magnética.

## Parálisis cerebral en la cultura popular

### Cine
- La mujer que forjó un milagro (The woman who willed a miracle). ABC (1983).
- Mi pie izquierdo (My Left Foot). 20th Century Fox (1989).
- Oasis (Chang-dong Lee, Corea del Sur, 2002).
- "Cuerdas" (Pedro Solís, 2014). Cortometraje animado sobre un niño con parálisis cerebral que se hace muy amigo de una niña (María).
- En la serie estadounidense Breaking Bad (2008) del director Vince Gilligan, el personaje Walter Junior o Flynn, hijo del protagonista, está encarnado por el actor RJ Mitte, quien sufre realmente de parálisis cerebral al igual que su personaje.